# Kokusai Ki-76
Kokusai Ki-76 byl japonský průzkumný a spojovací letoun japonského císařského armádního letectva vyráběný firmou Nippon Kokusai Koku Kogyo Kabušiki Kajša v závodě Hiracuka v prefektuře Kanagawa

## Vznik
Po předvedení německého spojovacího letounu Fieseler Fi 156 japonské delegaci v Německu byl na žádost japonského armádního letectva objednán, u firmy Nippon Kokusai, letoun podobných kvalit. Na prototypu začal pracovat konstruktér Kozo Masuhara, který nevytvořil pouze kopii Fi 156, ale nový typ letounu označený Ki-76. Jednalo se o vzpěrový hornoplošník s pevným slotem na náběžné hraně křídla s vysunovatelnými vzletovými klapkami typu Fowler místo štěrbinových jako u Fi 156. Byl také použit výkonnější motor, vzduchem chlazený hvězdicový devítiválec Hitači Ha-42 o výkonu 310 k. Letoun byl dvoumístný, vyzbrojen byl jedním pohyblivým kulometem Typ 89 ráže 7,7 mm.
Prototyp poprvé vzlétl v květnu 1941. Při zkouškách byla zjištěna mírná nestabilita, letoun však vykazoval dobré letové vlastnosti a výborné ovládání, takže s ním dokázali létat i méně zkušení piloti. Při porovnání s Fi 156 měl letoun delší vzletovou a přistávací dráhu, ale celkově byl považován za úspěšnější. Všechny zkoušky byly ukončeny v listopadu 1942.

## Nasazení

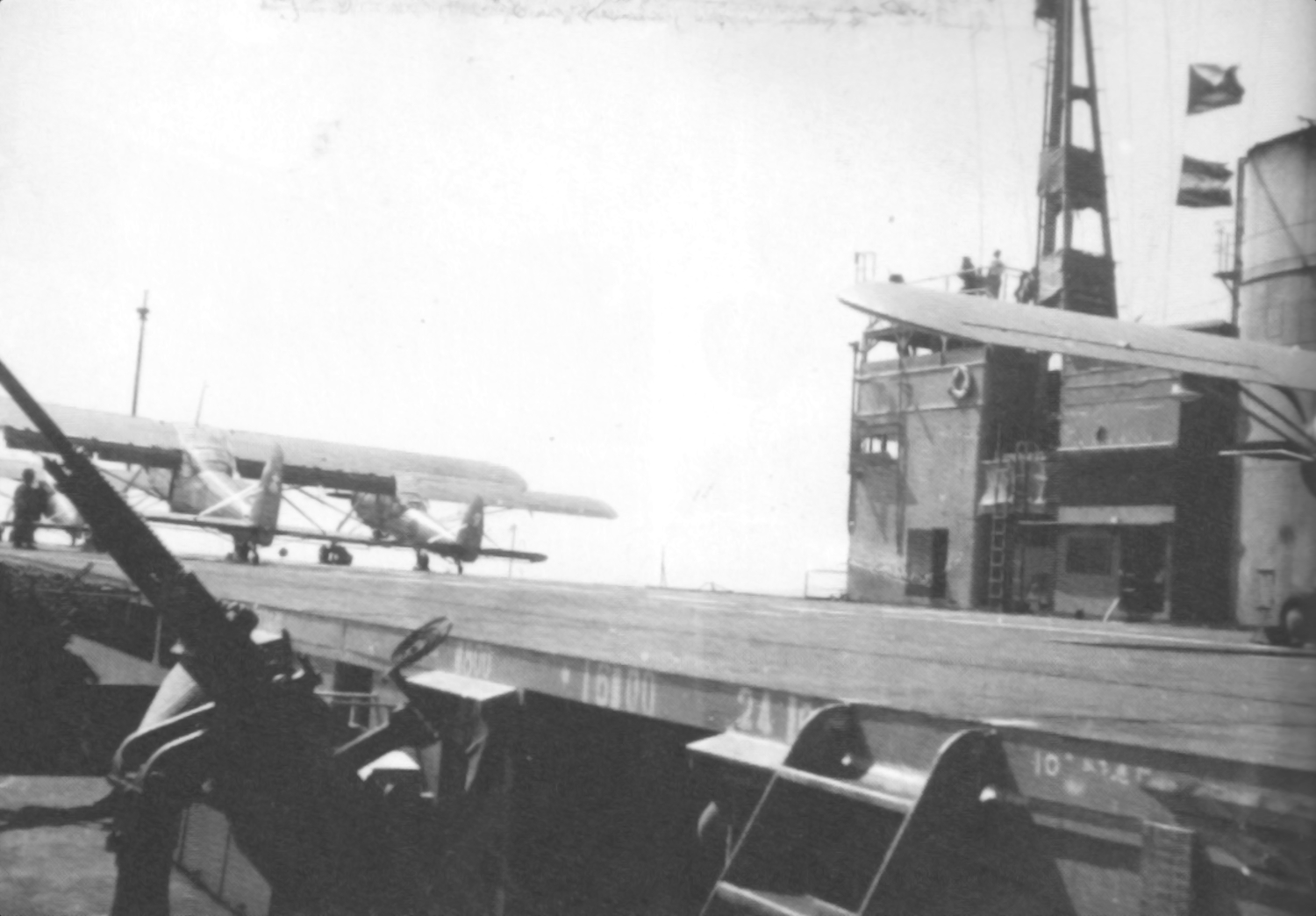
Ki-76 na palubě Akicu Maru

Letoun byl přidělen k japonskému armádnímu letectvu jako velitelský spojovací letoun vzor 3. Dále byl nasazen jako dělostřelecký pozorovací letoun na všech pozemních bojištích, kde operoval až do roku 1945.
V roce 1943 byl letoun upraven pro službu na armádní eskortní letadlové lodi Akicu Maru. Byl přidán přistávací hák a závěsy pro dvě hloubkové protiponorkové nálože. Po úspěšných zkouškách byl takto přestavěn větší počet letounů a na lodi pak sloužilo vždy sedm Ki-76 v protiponorkové službě.

## Specifikace

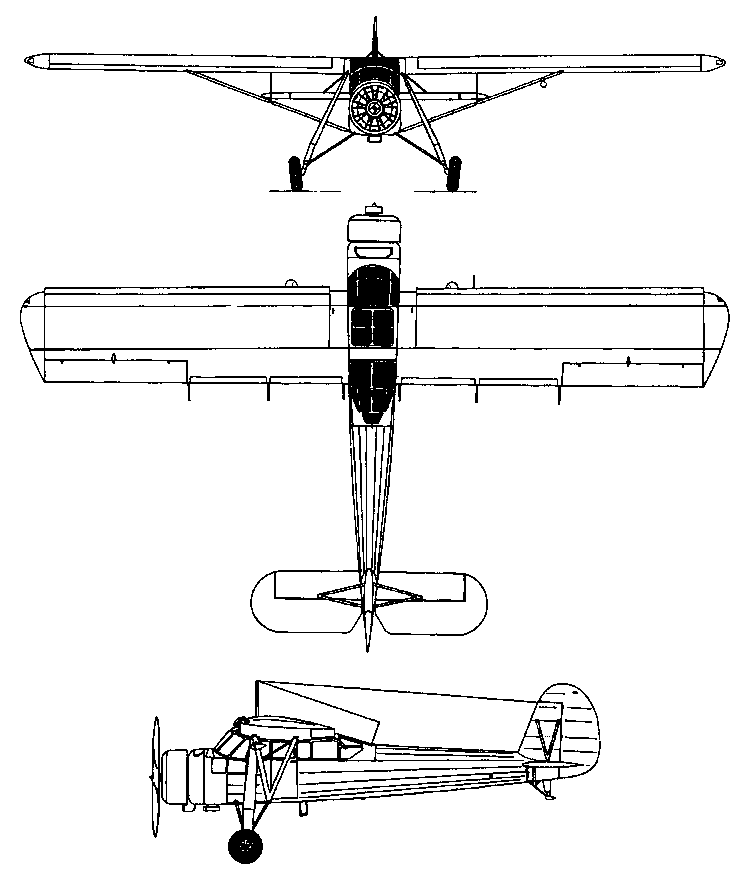
Kokusai Ki-76

Údaje dle

### Technické údaje
- Osádka:
- Rozpětí: 15,00 m
- Délka: 9,56 m
- Výška: 2,90 m
- Nosná plocha: 29,40 m²
- Hmotnost prázdného letounu: 1110 kg
- Vzletová hmotnost: 1530 kg normálně / 1620 kg maximálně
- Pohonná jednotka:

### Výkony
- Maximální rychlost: 178 km/h
- Dostup: 5630 m
- Dolet: 750 km